# Sam Allardyce
Samuel ("Sam") Allardyce (Dudley, 19 oktober 1954) is een Engels voetbaltrainer en voormalig profvoetballer.
Big Sam, zoals zijn bijnaam luidt, verwierf bekendheid als manager van de Engelse club Bolton Wanderers tussen 1999 en 2007. Met The Trotters bereikte hij tijdens zijn achtjarige dienstverband onder meer de finale van de Carling Cup en dankzij een zesde plaats in het seizoen 2005/06 – de hoogste rangschikking ooit in de clubgeschiedenis – kwalificatie voor de UEFA Cup. Twee speeldagen voor het einde van het daaropvolgende seizoen, stapte Allardyce vanwege persoonlijke redenen op.
Voor zijn periode bij Bolton zat Allardyce bij Limerick FC, Blackpool en Notts County als eindverantwoordelijke op de bank. Van 2008 tot 2010 was hij de technisch eindverantwoordelijke bij Blackburn Rovers. Die club zette hem op 13 december 2010 op straat, samen met zijn assistent Neil McDonald. Steve Kean, een ander lid van de technische staf, nam voorlopig de taken waar bij de toenmalige nummer dertien van de Premier League. Volgens een verklaring van de club past Allardyce niet (meer) in de ambitieuze plannen van de nieuwe Indiase eigenaars, die na drie nederlagen in vijf wedstrijden geen vertrouwen meer in hem hadden. Het seizoen erna degradeerde Blackburn uit de Premier League.
Hij was gedurende vier jaar, van 2011 tot 2015, trainer van West Ham United, waarmee hij in zijn eerste seizoen promotie afdwong naar de Premier League. In het daaropvolgende seizoen eindigde hij als tiende met The Hammers in de Premier League. Na de twaalfde plaats in het seizoen 2014/15 maakte hij na onderling overleg met de clubleiding plaats voor oud-speler Slaven Bilić.
Allardyce werd op 9 oktober 2015 benoemd tot manager van Sunderland, vijf dagen na het vrijwillige vertrek van de Nederlander Dick Advocaat. De club bezette op dat moment de 19e en voorlaatste plaats in de Premier League, met slechts drie punten uit acht duels. Allardyce slaagde erin om Sunderland te behouden voor de Premier League.
Op 22 juli 2016 werd hij voor twee jaar benoemd tot bondscoach van het Engels voetbalelftal. Hij volgde de na het EK voetbal 2016 opgestapte Roy Hodgson op. Allardyce ging jaarlijks drie miljoen Britse pond verdienen. In de eerste en naar later bleek enige interland onder zijn leiding, op 4 september 2016, won Engeland tijdens de WK-kwalificatie in en van Slowakije door een treffer in de blessuretijd van Adam Lallana. Op 27 september 2016  kwamen de Engelse voetbalbond FA en Allardyce tot overeenstemming om zijn contract als bondscoach per direct te beëindigen. Reden was de publicatie, een dag eerder, van een video waarin hij zich tegenover undercoverjournalisten van de Engels krant The Daily Telegraph bereid toonde om voor 400.000 pond uit te leggen hoe de regels van de FA omzeild konden worden voor het aantrekken van spelers via het door de FA verboden 'derde partij eigenaarschap'. Daarnaast liet hij zich denigrerend uit over zijn werkgever, de voormalige bondscoach Hodgson, prins William en diens broer prins Harry.
Drie maanden na zijn ontslag keerde Allardyce alweer terug in het Engelse voetbal. Hij werd aangesteld als coach van Crystal Palace, waar hij een contract voor 2,5 jaar ondertekende als opvolger vant de ontslagen Alan Pardew. Palace bezette op dat moment de zeventiende plaats in de Premier League. Na een half jaar stapte hij uit eigen beweging alweer op bij de club uit Londen Hij had Crystal Palace in de Premier League weten te houden: 14de plaats in de eindrangschikking. "Ik wil reizen en meer tijd doorbrengen met mijn familie", stelde Allardyce in een verklaring in The Daily Mail.
Op 29 november 2017 werd Allardyce aangesteld als hoofdtrainer van Everton. Hij werd de opvolger van Ronald Koeman, die eerder werd ontslagen vanwege tegenvallende resultaten. Op 16 mei, na een half jaar, zette de club uit Liverpool hem echter alweer op straat. Toen Allardyce begon, stond Everton op de dertiende plaats. De voormalig bondscoach van het Engelse nationale team leidde The Toffees uiteindelijk naar de achtste plaats in de Premier League, maar de fans hadden veel kritiek op de behoudende speelwijze van Allardyce. "Sam gaf ons afgelopen seizoen tijdens een moeilijke periode wat stabiliteit en daar zijn we hem dankbaar voor", verklaarde bestuursvoorzitter Denise Barrett-Baxendale. "We hebben besloten dat we deze zomer, als onderdeel van ons meerjarenplan, een nieuwe manager zullen benoemen
Op 16 december 2020 tekende Big Sam voor zijn achtste Premier League-klus als hoofdtrainer. Hij tekende een contract tot medio 2022 bij West Bromwich Albion, waar hij de ontslagen Slaven Bilić opvolgde. Allardyce had al een verleden bij de club uit West Bromwich. Als speler kwam hij namelijk tussen 1989 en 1991 uit voor The Baggies. In mei 2023 keerde Allardyce na bijna twee jaar afwezigheid terug in het trainersvak. De ervaren trainer kreeg de taak Leeds United te behouden voor de Premier League, maar slaagde daar niet in. Dertig dagen na zijn aanstelling gingen Leeds en Allardyce weer uit elkaar.